# سازند شهبازان
سازند شهبازان از سازندهای زمین‌شناسی ایران در زاگرس است. نام این سازند از روستای شهبازان (درکنار راه‌آهن اندیمشک – دورود) گرفته شده و برش الگوی آن در ادامه سازند تله‌زنگ در تنگ دو، در ۴/۵ کیلومتری جنوب باختری ایستگاه تله‌زنگ قرار دارد.
سازند شهبازان شامل ۳۳۳/۸ متر دولومیت و آهک‌های دولومیتی با رنگ هوازده سفید تا قهوه‌ای با سیمای ضخیم‌لایه است که به‌طور پیوسته بر روی سازند آواری کشکان و به‌طور ناپیوسته در زیر سازند آسماری قرار دارد. با توجه به فسیل‌های موجود، سن آن ائوسن میانی تا بالایی تعیین شده‌است.
گسترش جغرافیایی سازند شهبازان به‌طور عمده محدود به شمال خاوری استان لرستان است. از لرستان به سوی جنوب خاوری، کربنات‌های شهبازان به‌تدریج با آواری‌های سازند کشکان جانشین می‌شود و سرانجام در زاگرس مرتفع، سازند شهبازان به قسمت‌های بالایی سازند جهرم می‌پیوندد. بدین‌ترتیب سازند شهبازان، با سازندهای کشکان، تله‌زنگ، پابده و سازند جهرم ارتباط بین‌انگشتی دارد.